# Sénéchal du Périgord

## Généralités
Le sénéchal du Périgord est le sénéchal de trois sénéchaussées, celles de Périgueux, de Sarlat et de Bergerac.

## Liste des sénéchaux du Périgord
Les dates données pour les nominations comme sénéchal du Périgord sont sujettes à discussion.

### Sénéchaux pour le roi de France
1. Géraud de Malemort, en 1243
2. Pons de Ville, en 1246
3. Raoul de Bonnevoie, en 1252
4. Guillaume du Puy, en 1253
5. Aymeric de Malemort, en 1254
6. Aymeric Daneys, en 1256
7. Henri de Cusances, en 1254, de nouveau sénéchal en 1265,
8. Jourdain de Valette, mort en 1258
9. Pierre de Valette, succède à son père à la sénéchal en 1258,
10. Pierre Sergent (Serviens), en 1263 ou 1264
11. Henri de Cusances, en 1265
12. Raoul de Trapes, en 1266
13. Pierre des Saules, en 1271
14. Ancel de Saint-Yon, en 1273
15. Eudes de Fazel, en 1275
16. Simon de Melun, en 1277
17. Jean de Vilette, en 1282
18. Jean de Montigny, en 1284
19. Pierre de Barbery, en 1285
20. Raoul de Brulhey, en 1287
21. Jean d'Arreblaye Ier le Vieux, en 1291, il est ensuite transféré aux sénéchaussées de Carcassonne, Beaucaire et Nîmes, pour revenir en 1303 sénéchal de Périgord et de Quercy. Il meurt le 12 novembre 1329[1]
22. Guichard de Marciac, en 1294
23. Jean des Barres, en 1295
24. Guy Chevrier, en 1297
25. Giraud Flotte, en 1298
26. Géraud de Sabanac, en 1300
27. Jean d'Arreblaye, en 1303
28. Jean de L'Hospital, en 1305
29. P. de Monci, en 1307
30. Bernard de Blanchefort, date incertaine avant 1317
31. Jean Bertrand, en 1314
32. Adhémar d'Archiac, en 1316
33. Pierre d'Arreblaye, en 1317
34. Jean d'Arreblaye le Jeune, en 1319
35. Jean Bertrand, en 1318-1319, douteux
36. Foucaud d'Archiac, en 1320
37. Guillaume de Mornay, en 1321, douteux
38. Aymeric de Cros, sénéchal du Périgord et du Quercy en 1324, après avoir été sénéchal à Carcassonne
39. Bertrand de Roquenécade, en 1325, douteux
40. Jean de Varenne (Vannes), seigneur de Vivacourt, en 1326, douteux
41. Jourdain de Loubert (Lubert), sénéchal du Périgord de 1324 à 1328
42. Guillaume de La Balme (Baume), en 1333[2]
43. Pierre de Marmande, en 1334, 1342
44. Raymond Bertrand, en 1337-1338, douteux
45. Péan de Maillé, en 1339, 1341
46. Guillaume de la Barrière, en 1341-1342
47. Henri de Montigny, en 1342, 1345
48. Guillaume de Montfaucon, seigneur de Verderac, de 1346 à 1349
49. Guillaume de la Paye, en 1349
50. Geoffroi de Relaye, en 1349-1350
51. Guy Sénéchal, seigneur de Mortemer, en 1351,
52. Arnaud d'Espagne, seigneur de Montespan, 1353, 1354
53. Gérald de Saulin, en 1359
54. Gilbert de Dome, avant 1360, révoqué en juillet 1360[3]
55. Hugues de Pujols, en pourvu en juillet 1360[4]
56. Arnaud II de Roquefeuil, en 1360 Famille de Roquefeuil-Anduze
57. Guillaume de Vayrols, seigneur de l'Albenque, en 1369
58. Gilbert de Dome, en 1370
59. Pierre de Mornay, 1380
60. Perceval d'Esneval, en 1389
61. Aimery de Rochechouart, en 1391
62. Jean de Harpedenne, seigneur de Belleville, en 1392, 1396, 1398
63. Bernard de Castelbajac, en 1399
64. Jean de Chambrillac ou Chambrilhac[5],[6] en 1400, 1403, 1404, 1406, 1408, 1410 et 1411. Il est cité dans le Livre des cent ballades. Chambellan de Charles VI, il avait fait partie de l'ordre de l' Escu vert à la dame blanche, puis, à partir de 1399, de la cour amoureuse de Charles VI[7]
65. Raymond de Salignac, en 1410
66. Arnaud Ier de Bourdeille, en 1410, 1416
67. Pons de Beynac (Baynac), chevalier, baron de Beynac, seigneur de Commarque[8], en 1420, 1437, 1440
68. Jean de Barlaimont, en 1452
69. Raymond de Salignac, en 1459
70. Pierre d'Acigné, en 1461, 1466
71. Jean de La Rochefoucauld, en 1467, 1468
72. Antoine de Salignac, vers 1470, 1477
73. Louis Sorbier, seigneur Paray, en 1470, 1474, 1480
74. Gautier de Pérusse des Cars, en 1484, 1510
75. Bertrand d'Estissac, en 1513
76. François Green de Saint-Marsault, en 1523
77. Antoine de Lettes de Montpezat, en 1526
78. Charles de Gain, seigneur de Linars, en 1532
79. Jacques de Pérusse des Cars, en 1543
80. Guy Chabot, baron de Jarnac, seigneur de Montlieu, en 1546
81. Jacques Andréa, seigneur de Repaire-Martel, en 1552
82. André, vicomte de Bourdeille[9], en 1572
83. David Bouchard, vicomte d'Aubeterre, en 1582, tué en 1593 sous les murs de Lisle[10]
84. Henri de Montpezat, mentionné comme sénéchal en 1591
85. Antoine de Beaupoil de Saint-Aulaire, marquis de Lanmary, pourvu par le duc de Mayenne en 1593
86. Henri de Bourdeille, comte de Bourdeille, marquis d'Archiac, en 1593
87. François marquis de La Valette, baron de Cornusson, en 1632, douteux
88. François de La Cropte, après 1634
89. François Sicaire, marquis de Bourdeille, en 1641
90. François de Gontaut, baron de Biron, en 1651
91. Philibert Hélie de Pompadour, marquis de Laurière, en 1672
92. Léonard Hélie de Pompadour, marquis de Laurière, en 1683
93. Thibaud de La Brousse, comte de Verteillac, en 1725
94. César-Pierre Thibaud de La Brousse, marquis de Verteillac[11], sénéchal et gouverneur de Périgord, en 1782.

### Sénéchaux pour le roi d'Angleterre
1. Martin Algais, en 1203
2. Pons de Grimaud de Castelsarrazin, en 1234
3. Guillaume-Raimond de Saint-Didier, vers 1253
4. Bertrand de Cardaillac, en 1260
5. Jean de Lalinde, en 1262
6. Humbert Guidonis, en 1268
7. Étienne Ferriol, en 1273
8. Jean de Grailly, en 1280
9. Élie de Caupène, en 1287, 1289
10. Arnaud de Caupène, en 1305
11. Pierre Pelet, en 1311
12. Brun de La Faye, vers 1313
13. Bernard Goudonay, en 1314
14. Guillaume de Toulouse, en 1314, 1318
15. Guillaume Thel, en 1327
16. Élie de Pomiers, en 1347
17. N. Aubeynac, en 1361
18. Thomas de Walkafara (Walsingfors), en 1366

### Sénéchaux du comte de Périgord
Les comtes avaient leur propre sénéchal pour les représenter.